# Yalbac Hills
Die Yalbac Hills sind ein Bergrücken im Grenzgebiet der Distrikte Orange Walk und Cayo in Belize. Die Gipfel erheben sich bis auf ca. 250 m. Die Region ist durch Karst geprägt.

## Geographie
Im Südosten fallen die Yalbac Hills steil ab zum Flussgebiet des Yalbac Creek/Labouring Creek (von über 220 m bis auf ca. 80 m mit einem Gefälle von ca. 30 %). Nach Norden laufen die Hänge sacht aus.  Nach Norden fließt das Wasser zum Irish Creek hin ab. Die Yalbac Hills bilden damit die Wasserscheide zwischen New River und Belize River.

## Geschichte
Das hügelige Gelände ist großenteils unbewohnt. Südlich des Hügelzugs liegen die Orte Yalbac und La Gracia. Im 19. Jahrhundert waren Maya vor dem Kastenkrieg aus Mexiko geflüchtet und hatten in dem Gebiet mehrere Dörfer gegründet, unter anderem San Jose Yalbac und San Pedro Siris. Anfang des 20. Jahrhunderts verschwanden diese Orte jedoch wieder. Aus vorgeschichtlicher Zeit stammen die Maya-Ruinen von Yalbac.